# Ty ne zabudeš'
Ty ne zabudeš' (in russo Ты не забудешь?) è il primo album in studio della cantante ucraina Loboda, pubblicato il 25 settembre 2005 dalla Ukrainian Records e Moon Records Ukraine.

## Descrizione
Nella primavera del 2004, Loboda è diventata solista nel gruppo VIA Gra, ma già a settembre ha lasciato il gruppo e ha intrapreso la carriera da solista. Da quel momento iniziò a registrare il suo album di debutto. Il cantante è diventato l'autore di parole o musica quasi tutte le canzoni dell'album. I principali coautori erano Ivan Rozin e Georgij Denisenko. Tre canzoni nell'album sono state scritte da un membro del gruppo Prime Minister Taras Demčuk. Loboda ha anche recitato lei stessa come produttrice, mentre Michail Jasinskij è diventato il produttore esecutivo.
A dicembre è stato pubblicato il primo singolo Čërno-belaja zima, che è stato in grado di entrare nella top five della classifica radiofonica ucraina. Nella primavera del 2005 sono stati pubblicati anche i singoli Tam, za oblakami e Ja zabudu tebja e il 25 settembre è stato pubblicato l'album stesso. Il disco è stato pubblicato da Ukrainian Records, parte di Universal Music, così come da S&A Music Group, la compagnia di Loboda. Il distributore era Moon Records. La sua presentazione è avvenuta a Mosca, in uno dei club della capitale.
Alan Badojev ha girato videoclip per le canzoni Čërno-belaja zima, Ja zabudu tebja e Ty ne zabudeš'. La clip Ja zabudu tebja è stata premiata al festival in Portogallo come miglior clip straniera. Nel 2006 è stato pubblicato un videoclip per la canzone Čërnyj angel, diretto da Alexander e Igor' Stekolenko.

## Accoglienza
Il recensore del portale UMKA ha notato che questo album è un esempio della corretta applicazione delle ambizioni di Loboda. Ha affermato che il cantante è stato in grado di trasmettere nel canto tutte le intonazioni necessarie affinché l'ascoltatore possa immaginare un'immagine attraente. Infine, ha aggiunto che musicalmente si tratta di un prodotto pop di alta qualità, il cui livello, a suo avviso, gli permetterà facilmente di non perdersi nel contesto generale.

## Tracce
1. Potomu, čto ljublju – 3:12 (testo: Svetlana Loboda – musica: Ivan Rozin)
2. Čërno-belaja zima – 3:16 (Taras Demčuk)
3. Daj mne – 3:00 (Taras Demčuk)
4. Voz'mi – 3:50 (Svetlana Loboda)
5. Ty ne zabudeš' – 4:03 (testo: Svetlana Loboda – musica: Emmanuelle Vidal De Fonseca, Francesco De Benedittis)
6. Tam, za oblakami – 3:42 (Svetlana Loboda)
7. Čërnyj angel – 3:51 (testo: Svetlana Loboda – musica: Georgij Denisenko)
8. Ja zabudu tebja – 4:08 (Taras Demčuk)
9. Ja zabudu tebja (RMX) – 3:52 (Taras Demčuk)
10. Čërno-belaja zima (RMX) – 4:17 (Taras Demčuk)
11. How Can I Get You – 3:36 (testo: Ivan Rozin – musica: Ivan Rozin, Svetlana Loboda)
12. Didn't Mean – 2:53 (Svetlana Loboda)